# HEART (King & Princeの曲)
『HEART』（ハート）は、日本の男性アイドルグループ・King & Prince16枚目のシングル。Project K&Pより2025年3月12日に発売された。なお、「HEART」（単曲）は3月10日に先行配信され、『HEART』（通常盤）はCDと同日に配信が開始された。

## 解説
「HEART」は、カンテレ・フジテレビ系列の「火ドラ★イレブン」枠のテレビドラマ『御曹司に恋はムズすぎる』の主題歌。2024年12月25日に行われたKing & Princeのインスタライブ中に主題歌を担当することとタイトルが発表され、楽曲は2025年1月7日放送のドラマ第1話で初解禁された。様々な世代の人々が勇気をもち、前向きな気持ちで毎日を過ごせるようにという想いが込められ、〈ハートの矢印は君へ/どうしよう…止められない〉〈こんな気持ち 初めてだよ〉といったまるで少女漫画のような世界観が広がる「超絶王道ラブソング」であり、2人も歌詞やサウンドにアイディアを出したことでドラマにもぴったりな楽曲に仕上がった。
2月11日にはYouTubeでMVのShort Clipが公開された。MVでは、どんな人でも夢中になってしまうという魅力を表現するため、髙橋が清掃員、永瀬がタレントに扮し、翻弄されながらも本当の愛を追い求める姿をレトロでシュールながらも可愛い世界観で表現している。MVの中で披露されているダンスは、様々なアーティストのダンサーを務め、振付を手掛け、NIKEなどの世界的ブランドのショーにも参加するトップダンサーのMONAが担当し、3月10日にフルバージョン、3月12日にはダンスバージョンも公開された。なお、本楽曲のMVはParallel reel（＝楽曲の世界観を別の表現で描いたもうひとつのMV）も制作された。
TikTokでは1月28日に楽曲のショート尺が先行配信されていたが、その後リリースを記念した特設サイトが開設され、「HEART」を使用した投稿や動画を募集し、優秀投稿に選出された動画を公式TikTokアカウントの「ファンスポットライト」で紹介するハッシュタグチャレンジ「#HEARTファンスポットライトチャレンジ」が開催された。
本作のリリースを記念し、岡田圭右がMCを務め、2人も出演する特別番組が3月14日20:30からLINE MUSICアプリにて無料配信された。また、3月22日18:30から2人が出演するTikTok LIVEも開催された。

## リリース
初回限定盤A（CD+DVD）・初回限定盤B（CD+DVD）・通常盤（CDのみ）・Dear Tiara盤（CD+DVD/CD+Blu-ray）で発売。

### 特典
先着外付け特典
- 初回限定盤A：フォトカード（A6）
- 初回限定盤B：クリアポスター（A4）
- 通常盤（初回プレス）：トレカ3種セット
- Dear Tiara盤：ステッカーシート（A6）

封入特典
試聴シリアルナンバーは初回封入分のみ。動画視聴期間：2025年3月11日（火）昼12:00 - 4月11日（金）18:00まで。
- 初回限定盤A：トレーディングカードAタイプ 1種、期間限定動画A 試聴シリアルナンバー
- 初回限定盤B：トレーディングカードBタイプ 1種、期間限定動画B 試聴シリアルナンバー
- 通常盤（初回プレス）：トレーディングカードCタイプ 1種、期間限定動画C 試聴シリアルナンバー

3形態同時購入特典
初回限定盤A・初回限定盤B・通常盤（初回プレス）が対象商品
- オリジナルピンバッジ

ツアー会場限定特典
ライブツアー『King & Prince LIVE TOUR 24-25 〜Re:ERA〜』のうち、2025年1月18日以降に開催された宮城・セキスイハイムスーパーアリーナ公演、大阪・Asueアリーナ大阪（大阪市中央体育館）公演、福岡・マリンメッセ福岡A館公演、北海道・北海道立総合体育センター（北海きたえーる）公演会場の販売所で入手もしくは各会場周辺からUNIVERSAL MUSIC STOREにアクセスして予約可能。
- 初回限定盤A：クリアしおり
- 初回限定盤B：ステッカー2種セット
- 通常盤（初回プレス）：チェキ風トレカ3種セット

### 仕様
- 初回限定盤A/B：スリーブケース付き2Dケース、歌詞ブックレット[29]
- 通常盤：3Pケース、歌詞ブックレット[29]
- Dear Tiara盤：三方背ケース（177mm×141mm）、デジパック、フォトブックレット24P[29]

## 収録曲
クレジット出典

### CD

#### 初回限定盤A
1. HEART［3:48］
作詞：栗原暁、作曲：久保田真悟・栗原暁、編曲：久保田真悟
  - 永瀬廉主演 カンテレ・フジテレビ系火ドラ★イレブン『御曹司に恋はムズすぎる』主題歌[16]
2. Usual Kiss［3:03］
作詞：Funk Uchino、作曲：MooF・Noerio、編曲：MooF

#### 初回限定盤B
1. HEART
2. LIFE is FUSHIGI［3:05］
作詞・作曲・編曲：佐々木喫茶

#### 通常盤
1. HEART
2. marble［3:08］
作詞・作曲：栗原暁・前田佑・Yoshi、編曲：前田佑
恋人同士のありふれた日常をクラシカルなメロディーで歌った1曲[33]。
3. I MY ME MINE［2:22］
作詞・作曲：BBY NABE・Matt Cab、編曲：Matt Cab
高速ラップと〈I MY ME MINE〉〈甘い愛〉という歌詞が繰り返されるラテンミュージック[33]。

#### Dear Tiara盤
1. HEART
2. ONE LIFE

### DVD

#### 初回限定盤A
- 「HEART」Music Video[22]
- 「HEART」Music Video -Dance ver.-
- 「HEART」Music Video Shooting Behind the scenes

#### 初回限定盤B
- Behind the scenes of Single「HEART」
- 様々なゲームに挑戦！チームワークチャレンジ PART2

#### Dear Tiara盤
- Dear Tiara.
King & Princeからティアラへの感謝の気持ちを込め、ティアラ宛にラブレターを書き綴る企画映像
- King & Prince LIVE TOUR 24-25 〜Re:ERA〜 in LaLa arena TOKYO-BAY 2024.10.26 セレクション
開催中のツアーで披露する様子をいち早く収録[26]。
  - POPSTAR in the KINGDOM
  - 染み
  - Harajuku
- 「シンデレラガール / moooove!!」メドレー スタジオパフォーマンス映像
台湾版紅白とも言われる『2025超級巨星紅白藝能大賞』出演時にも披露したメドレー映像[34]。
- 「HEART」スタジオパフォーマンス映像
大型高精細LEDディスプレイ常設スタジオ「studio PX SEIJO」にて撮影されたスタジオパフォーマンス映像[35]。
- Behind the scenes of「シンデレラガール / moooove!!」メドレー スタジオパフォーマンス & 「HEART」スタジオパフォーマンス
- 「HEART」初披露映像（King & Prince LIVE TOUR 24-25 〜Re:ERA〜 in Asue Arena Osaka 2025.1.24）[26]
  - REN NAGASE ver.
  - KAITO TAKAHASHI ver.

## チャート成績
初週31.7万枚を売り上げ、2025年3月24日付「オリコン週間シングルランキング」で初登場1位を獲得。史上初となるデビューシングルから16作連続初週売上30万枚超えを達成し、自身がもつ「デビュー（1st）シングルからの連続初週売上30万枚超え作品数」の記録も16作に更新した。また、「オリコン週間デジタルシングル（単曲）ランキング」でも「HEART」「I MY ME MINE」「marble」がそれぞれ1位から3位にランクインし、自身初のデジタルシングルTOP3独占を果たした。